# Indeslutning
Indeslutning er i fæstningskrigen betegnelse for den periode af belejringen, under hvilken angriberen afskærer fæstningen fra 
enhver forbindelse med omverdenen, og kaldes da ofte cernering. 
Indeslutning kan også anvendes som selvstændig angrebsmåde, når angriberen mener, at han alene ved udsultning kan tvinge fæstningen til overgivelse inden for en rimelig tid. Den befæstede indeslutningslinje, der må anlægges i begge tilfælde for at afværge udfald fra den belejredes side, svarer til, hvad man tidligere kaldte kontravallationslinjen, medens cirkumvallationslinjen, der lagdes bag ved denne og med front bort fra fæstningen til beskyttelse mod undsætningsforsøg ude fra, i almindelighed ikke mere anvendtes. Som eksempel på indeslutning i stor stil kan nævnes indeslutningen af Metz og Paris i krigen 1870—71, samt af Plevna i krigen 1877. 